# 이승현 (2002년)
이승현(李昇玹, 2002년 5월 19일 ~ )은 KBO 리그 삼성 라이온즈의 투수이다.

## 아마추어 시절
대구상원고등학교 2학년 때부터 주목받았다. 2학년 때 장재영과 더불어 청소년 대표팀에 선발됐다. 3학년 때는 에이스로 활약하며 팀을 이끌었다.

## 한국 프로야구 시절

### 삼성 라이온즈시절
2021년에 입단하였다. 2021년 5월 14일 LG 트윈스와의 경기에 구원 등판하며 데뷔 첫 경기를 치렀고, 경기에서 1이닝 무실점을 기록했다.

## 호주 프로야구 시절
2023년에 애들레이드 자이언츠에 입단하였다.

## 출신 학교
- 대구남도초등학교
- 경복중학교
- 대구상원고등학교

## 통산 기록
| 연도 | 팀명  | 평균자책점 | 경기 | 완투 | 완봉 | 승 | 패 | 세 | 홀 | 승률  | 타자 | 이닝 | 피안타 | 피홈런 | 볼넷 | 사구 | 탈삼진 | 실점 | 자책점 |
| ---- | ----- | ---------- | ---- | ---- | ---- | -- | -- | -- | -- | ----- | ---- | ---- | ------ | ------ | ---- | ---- | ------ | ---- | ------ |
| 2021 | 삼성  | 5.26       | 41   | 0    | 0    | 1  | 4  | 0  | 7  | 0.200 | 174  | 39⅓  | 35     | 3      | 23   | 3    | 46     | 24   | 23     |
| 2022 | 삼성  | 4.53       | 58   | 0    | 0    | 2  | 4  | 1  | 14 | 0.333 | 212  | 47⅔  | 43     | 5      | 21   | 3    | 57     | 28   | 24     |
| 2023 | 삼성  | 4.98       | 48   | 0    | 0    | 1  | 5  | 5  | 7  | 0.167 | 199  | 43⅓  | 41     | 6      | 29   | 2    | 37     | 26   | 24     |
| 2024 | 삼성  | 4.23       | 17   | 0    | 0    | 6  | 4  | 0  | 0  | 0.600 | 384  | 87⅓  | 88     | 9      | 37   | 6    | 68     | 44   | 41     |
| 통산 | 4시즌 | 4.63       | 164  | 0    | 0    | 10 | 17 | 6  | 28 | 0.370 | 969  | 217⅔ | 207    | 23     | 110  | 14   | 208    | 122  | 112    |